# Duke of Manchester

Wappen des Duke of Manchester

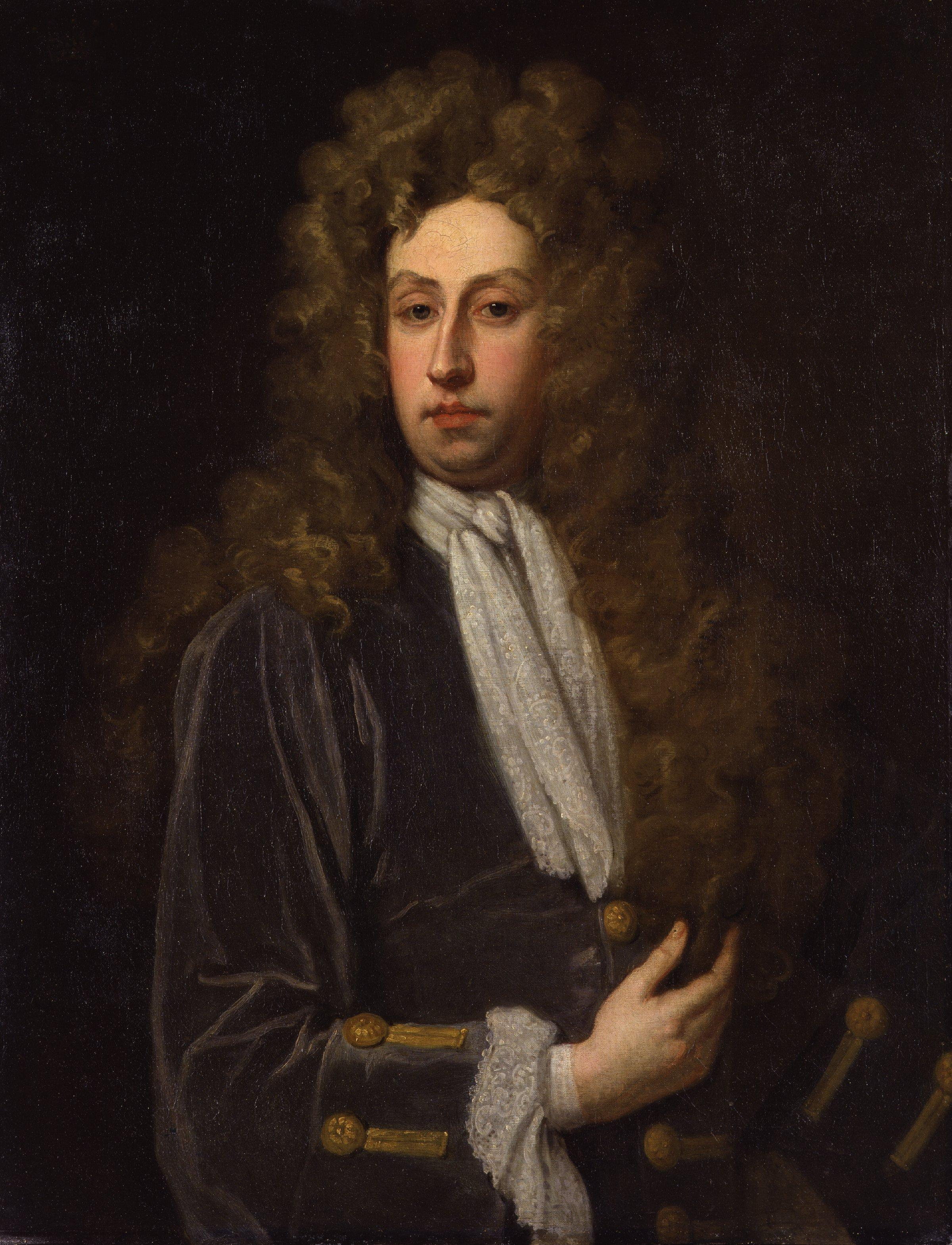
Charles Montagu, 4. Earl of Manchester, um 1711

Duke of Manchester ist ein erblicher britischer Adelstitel in der Peerage of Great Britain.

## Verleihung und Geschichte des Titels
Der Titel wurde am 16. März 1719 für Charles Montagu, 4. Earl of Manchester, geschaffen.
Er hatte bereits 1683 von seinem Vater die Titel Earl of Manchester, Viscount Mandeville und Baron Montagu of Kimbolton geerbt, die in der Peerage of England für seinen Vorfahren Sir Henry Montagu geschaffen worden waren. Das Earldom war diesem am 5. Februar 1626, die Viscountcy und die Baronie am 19. Dezember 1620 verliehen worden. Die Titel werden seit 1719 als nachgeordnete Titel des Dukes geführt. Der Heir Apparent des Dukes trägt den Höflichkeitstitel Viscount Mandeville, dessen Heir Apparent den Höflichkeitstitel Lord Kimbolton.
Titelerbe des aktuellen Titelinhabers, des 13. Dukes, ist, vorbehaltlich einer anderslautenden Gerichtsentscheidung, nicht dessen einziger Sohn (aus zweiter Ehe) Lord Alexander Montagu (* 1993) als Heir Apparent, sondern der Bruder des 13. Dukes als Heir Presumptive, da der Duke zum Zeitpunkt von dessen Geburt zwar bereits mit der Kindsmutter verheiratet war, aber noch nicht wirksam von seiner ersten Gattin geschieden war und der Sohn daher im Hinblick auf die Erbfolge wegen unzulässiger Bigamie nicht als legitim gilt.

## Liste der Earls und Dukes of Manchester

### Earls of Manchester (1626)
- Henry Montagu, 1. Earl of Manchester (um 1563–1642)
- Edward Montagu, 2. Earl of Manchester (1602–1671)
- Robert Montagu, 3. Earl of Manchester (1634–1683)
- Charles Montagu, 4. Earl of Manchester (1662–1722) (1719 zum Duke of Manchester erhoben)

### Dukes of Manchester (1719)
- Charles Montagu, 1. Duke of Manchester (1662–1722)
- William Montagu, 2. Duke of Manchester (1700–1739)
- Robert Montagu, 3. Duke of Manchester (um 1710–1762)
- George Montagu, 4. Duke of Manchester (1731–1788)
- William Montagu, 5. Duke of Manchester (1771–1843)
- George Montagu, 6. Duke of Manchester (1799–1855)
- William Montagu, 7. Duke of Manchester (1823–1890)
- George Montagu, 8. Duke of Manchester (1853–1892)
- William Montagu, 9. Duke of Manchester (1877–1947)
- Alexander Montagu, 10. Duke of Manchester (1902–1977)
- Sidney Montagu, 11. Duke of Manchester (1929–1985)
- Angus Montagu, 12. Duke of Manchester (1938–2002)
- Alexander Montagu, 13. Duke of Manchester (* 1962)

Voraussichtlicher Titelerbe (Heir Presumptive) ist der Bruder des aktuellen Titelinhabers, Lord Kimble Montagu (* 1964).